# Araneus pseudodigitatus
Espèce
Araneus pseudodigitatus est une espèce d'araignées aranéomorphes de la famille des Araneidae.

## Distribution
Cette espèce est endémique du Yunnan en Chine,. Elle se rencontre dans le xian de Mengla.

## Description
Le mâle holotype mesure 3,15 mm et la femelle paratype 5,10 mm, les mâles mesurent de 3,10 à 3,40 mm et les femelles de 3,90 à 6,10 mm.

## Systématique et taxinomie
Cette espèce a été décrite par Mi et Li en 2022.

## Publication originale
- Mi & Li, 2022 : « On eleven new species of the orb-weaver spider genus Araneus Clerck, 1757 (Araneae, Araneidae) from Xishuangbanna, Yunnan, China. » ZooKeys, vol. 1137, p. 75-108 (texte intégral).